# Spoorlijn 280
Spoorlijn 280 is een Belgische industrielijn in Ninove. De lijn loopt van station Ninove naar de Industriezone Stad en is 2,1 km lang.
De lijn werd in 1984 in dienst genomen en sinds 15 oktober 1992 niet meer gebruikt. Tussen 2009 en begin 2011 weer in dienst en sinds 6 juni 2017 opnieuw in gebruik, nu niet meer als industrielijn, maar als industrieaansluiting Remitrans.

## Aansluitingen
In de volgende plaats is er een aansluiting op de volgende spoorlijn:
Ninove
Spoorlijn 90 tussen Denderleeuw en Saint-Ghislain